# Francisco Ceinos
Francisco Ceinos, scritto anche Francisco Ceynos (fl. XVI secolo), fu uno dei cinque oidores (membri) della seconda Audiencia della Nuova Spagna. Questo gruppo governò la colonia dal 10 gennaio 1531 al 16 aprile 1535. Ceinos fece anche parte dell'Audiencia che funse da governo ad interim della Nuova Spagna tra il 1564 ed il 1566, e tra il luglio del 1568 ed il novembre dello stesso anno. In questi ultimi due periodo fu anche presidente della stessa Audiencia.

## Nomina all'Audiencia
Prima di arrivare in Nuova Spagna fu fiscal (procuratore) del Consiglio delle Indie in Spagna. Dopo il disastro della prima Audiencia, l'imperatore Carlo V decise di usare ufficiali di provata umanità ed integrità per comporre la seconda. Lo fece sollecitando raccomandazioni dell'arcivescovo di Santiago e del presidente della Cancelliere di Valladolid, Juan Tavera. La seconda Audiencia fu nominata con decreto imperiale datato 12 gennaio 1530. Oltre a Ceinos venivano nominati il vescovo Sebastián Ramírez de Fuenleal come presidente, e Juan de Salmerón, Alonso de Maldonado e Vasco de Quiroga come oidores. A differenza dei componenti della prima Audiencia, tutti questi uomini erano onesti, onorabili e capaci. Tutti furono confermati dal re.

## Primo mandato
Ceinos giunse in Nuova Spagna nel 1530, assumendo l'incarico di oidor all'inizio dell'anno seguente. Il vescovo Ramírez recava con sé le istruzioni per dare il via ai juicios de residencia nei confronti dei componenti della prima Audiencia (Nuño Beltrán de Guzmán, Juan Ortiz de Matienzo e Diego Delgadillo), oltre a Hernán Cortés e Diego Hernández de Proaño. Nel 1532 l'Audiencia emise i verdetti delle residencias di Cortés, dei precedenti oidores e degli altri. Cortés ed il vescovo Zumárraga furono assolti; Ortiz de Matienzo e Delgadillo furono dichiarati colpevoli, ma non condannati.
La seconda Audiencia migliorò la strada che univa Veracruz a Città del Messico, e lungo il suo corso fu fondata la città di Puebla del los Angeles come punto di ristoro per i viaggiatori (16 aprile 1531). Importò cavalli e bestiame dalla Spagna, facendo importanti passi per l'introduzione della pressa da stampa, fondando il Collegio Imperiale di Santiago Tlatelolco per un'educazione di livello superiore dei giovani indigeni, rinnovando le esplorazioni e proseguendo i lavori della cattedrale di Città del Messico. Lo schiavismo degli indiani fu abolito nel 1532.
Nel 1535 la seconda Audiencia cedette i poteri di governo al primo viceré della Nuova Spagna, Antonio de Mendoza.

## Secondo e terzo mandato
Il secondo viceré, Luis de Velasco, morì il 31 luglio 1564. Ceinos in quel momento era presidente della Audiencia. L'Audiencia assunse il comando in attesa della nomina del successore di Velasco. Si trattò di Gastón de Peralta, che assunse l'incarico il 16 ottobre 1566.
Ceinos ebbe un terzo mandato nel 1568, da luglio a novembre, quando l'Audiencia aspettava l'arrivo del nuovo viceré Martín Enríquez de Almansa. L'Audiencia, oltre che da Ceinos, era composta da Pedro Villalobos, Jerónimo Orozco e Vasco de Puga.
Sommando i vari periodo, Ceinos fu oidor per oltre 30 anni. Si oppose fortemente allo sfruttamento dei popoli indigeni del Messico nonostante la presenza di schiavismo, encomienda, lavoro forzato e tributi.
Il 1º marzo 1565 completò una raccolta di consigli sulla politica di colonizzazione dei territori appena conquistati. In quest'opera descrisse la decimazione degli indigeni in seguito alla conquista spagnola.
(Fue el siglo XVI una catastrofe demografica para Mexico?)